# Малжевко
Малжевко (пол. Małżewko, нім. Klein Malsau) — село в Польщі, у гміні Тчев Тчевського повіту Поморського воєводства.
У 1975-1998 роках село належало до Гданського воєводства.